# Zibaldone
Lo Zibaldone, o con il titolo completo Zibaldone di pensieri, è un diario personale che raccoglie una grande quantità di appunti, riflessioni e aforismi, scritti tra il luglio/agosto 1817 e il dicembre 1832 da Giacomo Leopardi, per un totale di 4 526 pagine.

## Storia
Il titolo deriva dalla caratteristica della composizione letteraria, in quanto mistura di pensieri, come per l'omonima vivanda emiliana che è costituita da un amalgama vario di molti ingredienti diversi; il termine può essere utilizzato per descrivere un mucchio confuso di persone. Il vocabolo era usato come titolo di opere anche prima in un'accezione non dissimile, ovvero di raccolta disordinata di pensieri, testi e concetti. Tuttavia, dopo la composizione di Leopardi il termine è usato universalmente per indicare annotazioni su quaderni o diari, di pensieri sparsi. "Zibaldone" può essere usato anche in modo dispregiativo per discorsi o scritti senza filo logico, disordinati, fatti di idee eterogenee.
Dopo la morte del poeta (nel 1837) il fascio di carte era rimasto presso l'amico Antonio Ranieri, il quale lo tenne per oltre cinquant'anni con altri manoscritti, lasciandolo in un baule a sua volta finito in eredità a due donne di servizio. Dopo la morte di Ranieri e un processo per stabilirne la proprietà, gli studiosi poterono finalmente avere accesso all'autografo che è oggi conservato presso la Biblioteca Nazionale di Napoli.

## Edizioni
L'opera è stata pubblicata per la prima volta in sette volumi, durante il triennio 1898-1900, a cura di una commissione di studiosi presieduta da Giosuè Carducci con il titolo Pensieri di varia filosofia e di bella letteratura dall'editore Le Monnier. L'edizione carducciana, ora di pubblico dominio, si può scaricare dall'Internet Archive (vedi alla sezione Collegamenti esterni)
Le edizioni successive di una certa importanza filologica sono quelle di Francesco Flora (2 volumi del 1937-38, ma in edizioni successive ne fece anche una scelta ridotta), poi la stessa rivista da Walter Binni ed Enrico Ghidetti (nel 1969) e finalmente l'edizione critica a cura di Giuseppe Pacella (in tre volumi, presso Garzanti, 1991) sulla base della quale sono impostate quella di Lucio Felici (1997, con premessa di Emanuele Trevi), quella, riveduta, di Rolando Damiani (nella collana I Meridiani, Arnoldo Mondadori Editore, 1997 e 19992) e quella tematica stabilita sugli indici leopardiani (uscita, a cura di Fabiana Cacciapuoti, dal 1997 al 2003).
Un'edizione fotografica del manoscritto curata da Emilio Peruzzi è stata pubblicata in 10 volumi tra il 1989 ed il 1994. Un'altra edizione dell'autografo, a cura di Fiorenza Ceragioli e Monica Ballerini, è stata pubblicata in CD-ROM nel 2009.
Nel 2013, in volume unico e con una importante introduzione, è stata pubblicata, per cura di Franco d'Intino e Michael Caesar, la prima traduzione integrale in inglese: Zibaldone, The Notebooks of Giacomo Leopardi, sotto gli auspici del "Leopardi Centre in Birmingham": nei Penguin Classics in Gran Bretagna, e da Farrar, Straus and Giroux negli USA.
Antologie di passi scelti sono state pubblicate a cura di Giuseppe De Robertis (1922), Valentino Piccoli (1926), Giuseppe Morpurgo (1934 e 1946), Guido Marpillero (1934), Flavio Colutta (1937), Giuseppe Petronio (1938), Francesco Biondolillo (1945), Anna Maria Moroni (1972, con una fondamentale introduzione di Sergio Solmi, a sua volta curatore di una scelta nel 1977), Carlo Prono (1976), Mario Andrea Rigoni (1997) e Vincenzo Gueglio (1998). Anche Vincenzo Cardarelli ne curò una scelta antologica che fece pubblicare nel 1921 a cura de "La Ronda" con il titolo Il testamento letterario di Giacomo Leopardi.

## Contenuto dello Zibaldone

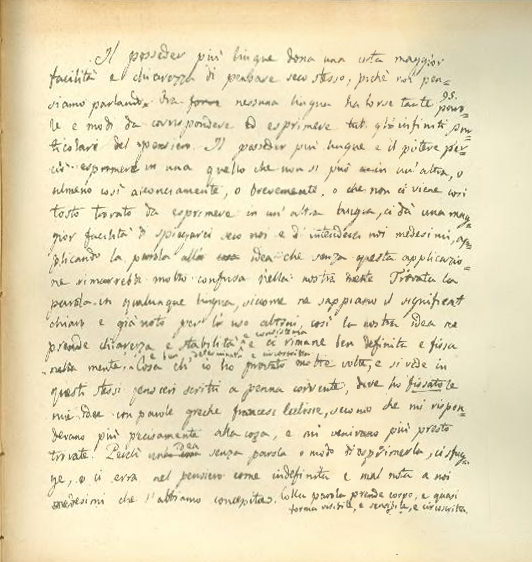
Facsimile della pagina 95 del taccuino di Leopardi, tratto dalla prima edizione a stampa

Si tratta di annotazioni di varia misura e ispirazione, spesso scritte in prosa diretta e pertanto caratterizzate da un tono di provvisorietà, da uno stile per lo più asciutto; a volte brevissime, a volte ampie e articolate per punti. Eppure la loro importanza è fondamentale, in quanto contengono un notevole insieme di temi e spunti che spesso costituirono ispirazione per i Canti, le Operette morali e, soprattutto, i Pensieri. In qualche caso, invece, queste pagine vedono riflettersi quanto già detto altrove o riportano commenti su libri letti, osservazioni su incontri o esperienze ecc. Sono di particolare interesse le numerosissime pagine che elaborano gli elementi essenziali della poetica e del pensiero di Leopardi, di cui il lettore può cogliere l'intimo dinamismo e il procedere per successivi momenti problematici. Tra l'11 luglio e il 14 ottobre 1827 Leopardi stesso ne redasse un indice tematico (evidentemente incompleto, visto che continuò a scriverlo fino al 4 dicembre 1832).
La prima pagina è infatti datata "luglio o agosto 1817" (data ricostruita dal Leopardi successivamente alla sua decisione di datare gli appunti da p. 100, ovvero in data 8 gennaio 1820), l'ultima "Firenze, 4 dicembre 1832". Il maggior numero delle 4 525 pagine venne scritto tuttavia fra il 1817 e il 1823, per un totale di più di 4 000 pensieri elaborati. Lo studioso Claudio Colaiacomo lega il dislivello di frequenza della scrittura ai vari viaggi e alla sedentarietà del poeta la cui "scrittura dello Zibaldone appare legata essenzialmente ad un'immagine dell'esistenza come claustrazione o reclusione, quale fu quella nella quale spesso l'autore si presentò nelle sue lettere, e che al di là del suo fondamento biografico immediato, costituisce il segno di una volontà di integrale letterarizzazione dell'esistenza". ==
I temi trattati sono: la religione cristiana, la natura delle cose, il piacere, il dolore, l'orgoglio, l'immaginazione, la disperazione e il suicidio, le illusioni della ragione, lo stato di natura del creato, la nascita e il funzionamento del linguaggio (con anche diverse annotazioni etimologiche), la lingua adamica e primitiva, la caduta dal Paradiso, il bene e il male, il mito, la società, la civiltà, la memoria, il caso, la poesia ingenua e sentimentale, il rapporto tra antico e moderno, l'oralità della cultura poetica antica, il talento, e, insomma, tutta la filosofia che sostiene e nutre la propria poesia.
Il dolore è la legge della realtà ed è universale. Esso riguarda "non gli individui, ma le specie, i generi, i regni, i globi, i sistemi, i mondi" (Zibaldone, 3). Il ricordo ha un'importanza fondamentale in quanto fa emergere una folla di sensazioni, sentimenti, riflessioni, arricchendoli del fascino della lontananza, che le immerge in un'atmosfera di vago, di indefinito, impreciso. (Zibaldone, 6). La ricordanza poetica diventa memoria di emozioni e sensazioni della prima età. Si tratta di un atteggiamento che sarà anche alla base degli Idilli (Zibaldone, 8).
Il ricordo ha, come detto, un'importanza fondamentale nella poesia leopardiana: "La rimembranza è essenziale e principale nel sentimento poetico, non per altro se non perché il presente, qual ch'egli sia, non può essere poetico; e il poetico, in uno o in altro modo si trova sempre consistere nel lontano, nell'indefinito, nel vago" (Zibaldone, 6). Questi concetti sono il punto di partenza dell'idillio L'infinito e l'anelito a un'esperienza interiore che vada al di là del mondo limitato della nostra esperienza sensibile. La ricordanza è lo stato d'animo poetico soprattutto perché ci permette di recuperare la dimensione fantastica e commossa che nella prima adolescenza l'uomo ha assunto di fronte alla vita: l'adolescenza è l'età in cui si viene formando la nostra sensibilità. "La sensazione presente non deriva immediatamente dalle cose, non è un'immagine degli oggetti, ma della immaginazione fanciullesca; una ricordanza, una ripetizione, una ripercussione o riflesso della immagine antica. [....] In maniera che, se non fossimo stati fanciulli, tali quali siamo ora, saremmo privi della massima parte di quelle poche sensazioni indefinite che ci restano, giacché non le proviamo se non rispetto e in virtù della fanciullezza" (Zibaldone, 7).
La poesia è poi identificata da Leopardi con il senso dell'indeterminato e con le emozioni interiori cui corrispondono alcune particolari parole evocatrici di immaginazioni e rimembranze infinite: lontano, antico, notte, notturno, oscurità, profondo, ecc. (Zibaldone, 9).
Lo Zibaldone contiene anche diverse osservazioni sull'ebraico, che Leopardi apprese da autodidatta insieme al greco antico quando aveva 15 anni, iniziando a sfogliare una Bibbia poliglotta.